# Константин Русинов
Константин Тодоров Русинов е български инженер и политик от БКП.

## Биография
Роден е на 6 април 1937 г. в Пазарджик. През 1962 г. завършва Московския енергетичен институт. След това работи като старши инженер в Министерството на енергетиката и горивата, началник на цех в ТЕЦ „Марица-Изток 1“. Член е на БКП от 1972 г. Бил е началник на отдел в Министерството на тежката промишленост и заместник генерален директор на ДСО „Енергетика“. От 1976 до 1982 г. е главен директор на Стопанския минноенергиен комбинат „Марица Изток“ в Раднево. През 1982 г. започва работа в Икономическата комисия на ООН за Европа в Женева. Заместник-министър на енергетиката. От 1986 г. е първи секретар на Окръжния комитет на БКП в Пазарджик. От 1981 до 1990 г. е кандидат-член на ЦК на БКП. Умира на 30 януари 2021 г. в София.